# Carl von Ossietzky
Carl von Ossietzky, nemški pacifist, novinar, nobelovec, * 3. oktober 1889, Hamburg, † 4. maj 1938, Berlin, Nemčija.

## Življenjepis
Ossietzky je rojen v Hamburgu, sin protestanta Carla Ignatiusa von Ossietzkya (1848–1891) in katoličanke Rosalie (dekliško Pratzka), ki je želela, da Carl postane redovnik. Njegov oče je delal kot stenograf za pisarno odvetnika in politika, a pri Carlovih dveh letih umrl. Po nekaj letih se je mama vnovič omožila s pomembnim kiparjem in umetnikom, pa tudi socialistom, ki je bil Carlov vzgojitelj. Bil je krščen kot katolik, birman pa je bil v luteranski cerkvi 23. marca 1904.
Nikoli ni opravil realke, tj. Realschule, nemške srednješolske stopnje tehnične smeri, a se je kljub temu Ossietzky uspel uveljaviti in zgraditi kariero v novinarstvu. Nekaj tega je objasniti s plemenitim nazivom in naprednimi aktivističnimi stališči. Kot novinar je zagovarjal feministična gibanja, ukvarjal se je z gledališko kritiko, celo zgodnjimi oblikami motorizacije. Zaradi nasprotovanja nemški militarizaciji pred prvo svetovno vojno leta 1913 je vztrajal tudi naprej s pacifizmom. Poročil se je z vidno družbeno aktivistko, sufražetko Maud Lichfield Wood britanskih in indijskih plemenitih korenin in imel z njo hčer Rosalinde. V obdobju Weimarske republike se je uveljavil kot glasnik pluralistične družbe in demokracije. Leta 1921 je nemška vlada ustanovila delovne skupine Arbeits-Kommandos, ki jih je vodil Major Bruno Ernst Buchrucker. Četudi je šlo uradno za skupino delavcev, ki pomaga pri civilnih projektih, so bili delno uporabljeni v Nemčiji kot presežek vojaških enot in tako prepovedana količina Versajske mirovne pogodbe. Buchruckerjeva Črna Reichswehr je ukaze prejemala od skrivne skupine nemške vojske z imenom Sondergruppe R, kjer so bili vključeni Kurt von Schleicher, Eugen Ott, Fedor von Bock and Kurt von Hammerstein-Equord. Buchrucker in njegova skupina so bili zloglasni kot enota, ki je ubijala Nemce osumljene vohunjenja za Antantino komisijo nadzora. Poboji so bili del sojenja skrivnih sodišč, obsojeni se tako ni mogel braniti ali se zastopati. Obsojenega je nato našel član enote in izvršil smrtno kazen. Oficirji Sondergruppe R so ukazali izvrševanje kazni. Kar se tiče Femegerichte umorov, kot jih je civilna novinarska srenja obravnavala, je Ossietzky zapisal: 
"Poročnik Schulz (obsojen umora informantov proti Črni Reichswehr) ni napravil nič drugega kot izvršil ukaze kot so mu bili podani. Gotovo bi polkovnik von Bock, verjetno tudi polkovnik von Schleicher in general Seeckt, morali sedeti na obtožni klopi poleg njega." 
Prav tako je postal tajnik Nemškega mirovnega društva. Leta 1927 postane odgovorni urednik revije Die Weltbühne. Leta 1932 podpre kandidaturo Ernsta Thälmanna za predsednika Nemčije, a vseeno ostane kritik Nemške komunistične partije in Sovjetske zveze.

## Afera Abteilung M
Leta 1929 Walter Kreiser, eden piscev revije Die Weltbühne, objavi ekspoze o usposabljanju posebne letalske enote Reichswehra, enoto pa imenoval Bataljon M, oz. Abteilung M. Enota se je skrivoma usposabljala v Nemčiji in Sovjetski Rusiji, kar je bila direktna kršitev nemških obveznosti Versajske mirovne pogodbe. Kreiser in Ossietzky, takratni urednik, sta bila zaslišana od sodne oblasti Vrhovnega zveznega sodišča o članku istega leta, posledično pa tudi obsojena zgodaj 1931 zaradi veleizdaje in vohunstva. Objasnilo je bilo, da sta novinarja pritegnila pozornost mednarodne javnosti na del ureditve države, za katero se je država namensko odločila, da jih bo ohranila prikrite. Aretacije so bile tedaj tudi znak, da želi nemška oblast ustaviti Die Weltbühne, glasnega kritika politike nemške vojske.
Zagovornik obsojencev je predvsem pokazal na resničnost informacij in financiranje bataljona M vidnega v poročilih proračunske komisije nemškega Reichstaga. Tožilstvo je zastopalo stališče, da bi narava državne tajnosti morala biti znana tako avtorju kot uredniku, ko sta izpraševala Ministrstvo za obrambo o bataljonu M, a so zavrnile možnost komentarja. Kreiser in Ossietzky sta bila obsojena in kaznovana z 18 meseci zapora..  Kreiser je ubežal iz Nemčije, Ossietzky je prebil zaporno kazen, a bil ob koncu leta 1932 dobil amnestijo za Božič.

## Nacisti ga aretirajo
Ko je bil januarja 1933 Adolf Hitler izbran za nemškega kanclerja, je ostajal Ossietzky pomemben javni kritik nacističnega režima oziroma nacionalsocialistične stranke. Po požigu Reichtaga 28.  februarja 1933 je bil aretiran in poslan v skrbstvo v zapor Spandau. Wilhelm von Sternburg, eden njegovih življenjepiscev, predvideva, da bi Ossietzky zapustil Nemčijo ob boljši informiranosti in previdevanju in se tako pridružil množici drugih emigrantov, ki so tedaj že zapuščali državo. Ossietzky ni predvideval učinkovitosti s katero so se nacisti znebili svoje politične opozicije. Vključili so ga v koncentracijsko zaborišče Esterwegen blizu Oldenburga, med drugimi taborišči.

## Nobelova nagrada za mir leta 1935
Ossietzkyjeva mednarodna slava je nastopila leta 1936, ko je ravno preboleval tuberkulozo, bil je že nagrajen z Nobelovo nagrado za mir, ki je bila neugodna za nemško oblast in so jo aktivno želeli preprečiti. Nemška vlada se je tako odločila, da mu ne bo dovolila odhoda in potovanja v Oslo in prejema nagrade. Kot izraz državljanske nepokorščine po nagovoru Hermanna Göringa , da zavrne nagrado, je Ossietzky izdal sporočilo z bolnice, da se ne strinja z nemškimi oblastmi, ki trdijo, da bo s sprejemom nagrade sam sebe izločil iz nemške ljudske skupnosti.
Po globokem premisleku sem sprejel odločitev, da sprejmem Nobelovo nagrado za mir, ki mi je pripadla. Ne morem deliti pogleda s predstavniki Službe za državno varnost, da s sprejemom nagrade sebe izločam z nemške družbe. Nobelova nagrada za mir ni znak notranjega političnega boja, temveč razumevanja med narodi. Kot prejemnik nagrade bom stremel k temu razumevanju, kot Nemec pa bom vedno imel v mislih upravičene interese Nemčije v Evropi.
Nagrada je bila izredno kontroverzna, povzročila je celo odstop dveh članov komisije, zaradi političnega položaja, ki so nekdaj ali še vedno imeli znotraj Norveškega parlamenta, ki izbira člane komisije, ki odločajo o nagrajencih.  Norveški kralj Haakon VII, ki je bil dosedaj vedno prisoten pri podeljevanju nagrad, se je tokrat izognil podelitvi. Nagrado so konzervativci obširno obsojali. Tedaj vodilni konzervativni norveški časopis Aftenposten je v uredniškem komentarju povzel, da je Ossietzky kriminalec, ki je napadel svojo državo "z uporabo metod, ki so kršile zakon veliko prej, preden je Hitler nastopil oblast" pa tudi, da je "trajni mir med narodi lahko dosežen s spoštovanjem obstoječih zakonov".
Ossietzky in njegova Nobelova nagrada za mir ni bila omenjena v nemškem tisku, nemška vlada je prepovedala svojim državljanom prejeti kakršnekoli bodoče Nobelove nagrade.

## Smrt
Maja 1936 je bil poslan v bolnico Westend zaradi tuberkuloze, še vedno pod nadzorom Gestapa. Umrl je v bolnici Nordend v Berlinu pod skrbjo policije 4. maja 1938 zaradi tuberkuloze in slabega telesnega stanja po življenju v koncentracijskem taborišču.

## Zapuščina
Leta 1991 je bila v njegovo čast univerza v Oldenburgu preimenovana v Univerzo Carl von Ossietzky v Oldenburgu. Takrat je bilo to tudi v podporo hčeri Rosalinde, ki je pričela s pravno kampanjo za posmrtno razveljavitev njegove tedanje kazenske obsodbe. Leta 1992 je zvezo sodišče odločilo, da po tedanjih zakonih je bila obsodba legalna.

Upoštevajoč dosedanje odločitve Reichsgericht (Imperijalno sodišče) nelegalnost skrivoma opravljenih dejanj ne razveljavi njihove državne tajnosti. Po tedanji uveljavljeni praksi in ureditvi po mnenju sodišča je vsak državljan bil dolžan Očetnjavi dolžnost zvestobe in zavezanosti glede informacij in prizadevanje pri uveljavitvi obstoječih zakonov je bilo možno le s predložitvijo spornih dejanj odgovornim državnim organom. Nikoli ni bilo dovoljeno v tem času predložiti dokaze tujim vladam. –Odločitev Bundesgerichtshof, 3. december 1992

Podporniki obsojenih intelektualcev Mordechai Vanunu (izraelski "žvižgač") in kitajski nobelovec in disident Liu Xiaobo so bili primerjani s Ossietzkyim.
Mednarodna liga za človeške pravice (ILHR) nagrajuje letno z Medaljo Carl von Ossietzky  in tako "počastijo državljane in iniciative, ki promovirajo osnovne človekove pravice."